# 北﨑千香子
北﨑 千香子（きたざき ちかこ）は、鹿児島放送 (KKB) のアナウンサー。福岡県出身。

## 来歴
西南学院大学を卒業後、2013年4月にKKBに入社。同期に元同局アナウンサーの石橋友恵がいる。
KKB在籍中の2016年に結婚。そして2017年6月から産休を取り、同年8月に長女を出産した。出産後、育休期間を経て2018年11月に職場復帰した。

## 担当番組
- Kingspe（2013年4月 - 2017年5月）[1][3]
- ぷらナビ+[5]
- かごしま元気BOX（2013年5月 - 2017年3月）[6]
- MOGU MOGU ふぁーむ♡ -幸せうまかごはん-（2014年5月 - 2017年3月）[7]
- KKBニュース[3]